# Matsudaira Iekiyo
Matsudaira Iekiyo est un nom japonais traditionnel ; le nom de famille (ou le nom d'école), Matsudaira, précède donc le prénom (ou le nom d'artiste).
Matsudaira Iekiyo (松平 家清, 1566-3 février 1611) est un samouraï de la fin de l'époque Azuchi Momoyama et du début de l'époque d'Edo au service du clan Tokugawa et, plus tard, un daimyo. Iekiyo, fils de Matsudaira Kiyomune, en hérite la direction du clan Takenoya-Matsudaira. Il sert Tokugawa Ieyasu dès son jeune âge. Devenu adulte, il reçoit le kanji Ie (家) du nom de Ieyasu et s'appelle donc « Iekiyo ». En 1590, à l'entrée de Ieyasu dans la région de Kantō, Iekiyo est récompensé pour ses services et se voir accorder 10 000 koku de terres à Hachimanyama dans la province de Musashi.
Au cours de la bataille de Sekigahara, Iekiyo défend le château de Kiyosu situé dans la province d'Owari. Après la guerre, Ieyasu le récompense de nouveau pour ses services et lui accorde la seigneurie du domaine de Yoshida situé dans la province de Mikawa aux revenus de 30 000 koku. Iekiyo décède en 1610 à l'âge de 45 ans et son fils Tadakiyo lui succède.

## Source de la traduction
- (en) Cet article est partiellement ou en totalité issu de l’article de Wikipédia en anglais intitulé « Matsudaira Iekiyo » (voir la liste des auteurs).